# Werner Lohrer
Werner Lohrer (Arosa, 4 marzo 1917 – Arosa, 1991) è stato un hockeista su ghiaccio svizzero che ha rappresentato la nazionale svizzera. È fratello di Heinrich Lohrer.

## Statistiche
Statistiche aggiornate.

### Club
| Stagione | Squadra | Stagione regolare | Stagione regolare | Stagione regolare | Stagione regolare | Stagione regolare | Stagione regolare | Playoff | Playoff | Playoff | Playoff | Playoff |
| Stagione | Squadra | Lega              | P                 | G                 | A                 | Pt                | PIM               | P       | G       | A       | Pt      | PIM     |
| -------- | ------- | ----------------- | ----------------- | ----------------- | ----------------- | ----------------- | ----------------- | ------- | ------- | ------- | ------- | ------- |
| 1933-34  | Arosa   | NLA               | -                 | -                 | -                 | -                 | -                 |         |         |         |         |         |
| 1934-35  | Arosa   | NLA               | -                 | -                 | -                 | -                 | -                 |         |         |         |         |         |
| 1935-36  | Arosa   | NLA               | -                 | -                 | -                 | -                 | -                 |         |         |         |         |         |
| 1936-37  | Arosa   | NLA               | -                 | -                 | -                 | -                 | -                 |         |         |         |         |         |
| 1937-38  | Arosa   | NLA               | -                 | -                 | -                 | -                 | -                 |         |         |         |         |         |
| 1942-43  | Arosa   | NLA               | -                 | -                 | -                 | -                 | -                 |         |         |         |         |         |
| 1943-44  | Arosa   | NLA               | -                 | -                 | -                 | -                 | -                 |         |         |         |         |         |
| 1944-45  | Arosa   | NLA               | -                 | -                 | -                 | -                 | -                 |         |         |         |         |         |
| 1945-46  | Arosa   | NLA               | -                 | -                 | -                 | -                 | -                 |         |         |         |         |         |
| 1946-47  | Arosa   | NLA               | -                 | -                 | -                 | -                 | -                 |         |         |         |         |         |
| 1947-48  | Arosa   | NLA               | -                 | -                 | -                 | -                 | -                 |         |         |         |         |         |
| 1948-49  | Arosa   | NLA               | -                 | -                 | -                 | -                 | -                 |         |         |         |         |         |
| 1949-50  | Arosa   | NLA               | -                 | -                 | -                 | -                 | -                 |         |         |         |         |         |
| 1950-51  | Arosa   | NLA               | -                 | -                 | -                 | -                 | -                 |         |         |         |         |         |
| 1951-52  | Arosa   | NLA               | -                 | -                 | -                 | -                 | -                 |         |         |         |         |         |
| 1952-53  | Arosa   | NLA               | -                 | -                 | -                 | -                 | -                 |         |         |         |         |         |

### Nazionale
| Stagione | Livello     | Risultati    | Risultati | Risultati | Risultati | Risultati | Risultati |
| Stagione | Livello     | Competizione | P         | G         | A         | Pt        | PIM       |
| -------- | ----------- | ------------ | --------- | --------- | --------- | --------- | --------- |
| 1947-48  | Switzerland | OG           | 4         | 3         | 2         | 5         | -         |

## Palmarès

### Club
- Campionato svizzero: 3

 Arosa: 1950-51, 1951-52, 1952-53

### Nazionale
- Giochi olimpici: 1

 Svizzera: 1948